# Ônibus de Terre Haute
Utilitário de Trânsito Terre Haute (em inglês:  Terre Haute Transit Utility), ou Ônibus da Cidade de Terre Haute oferece transporte público na cidade de Terre Haute, Condado de Vigo, Indiana, EUA.

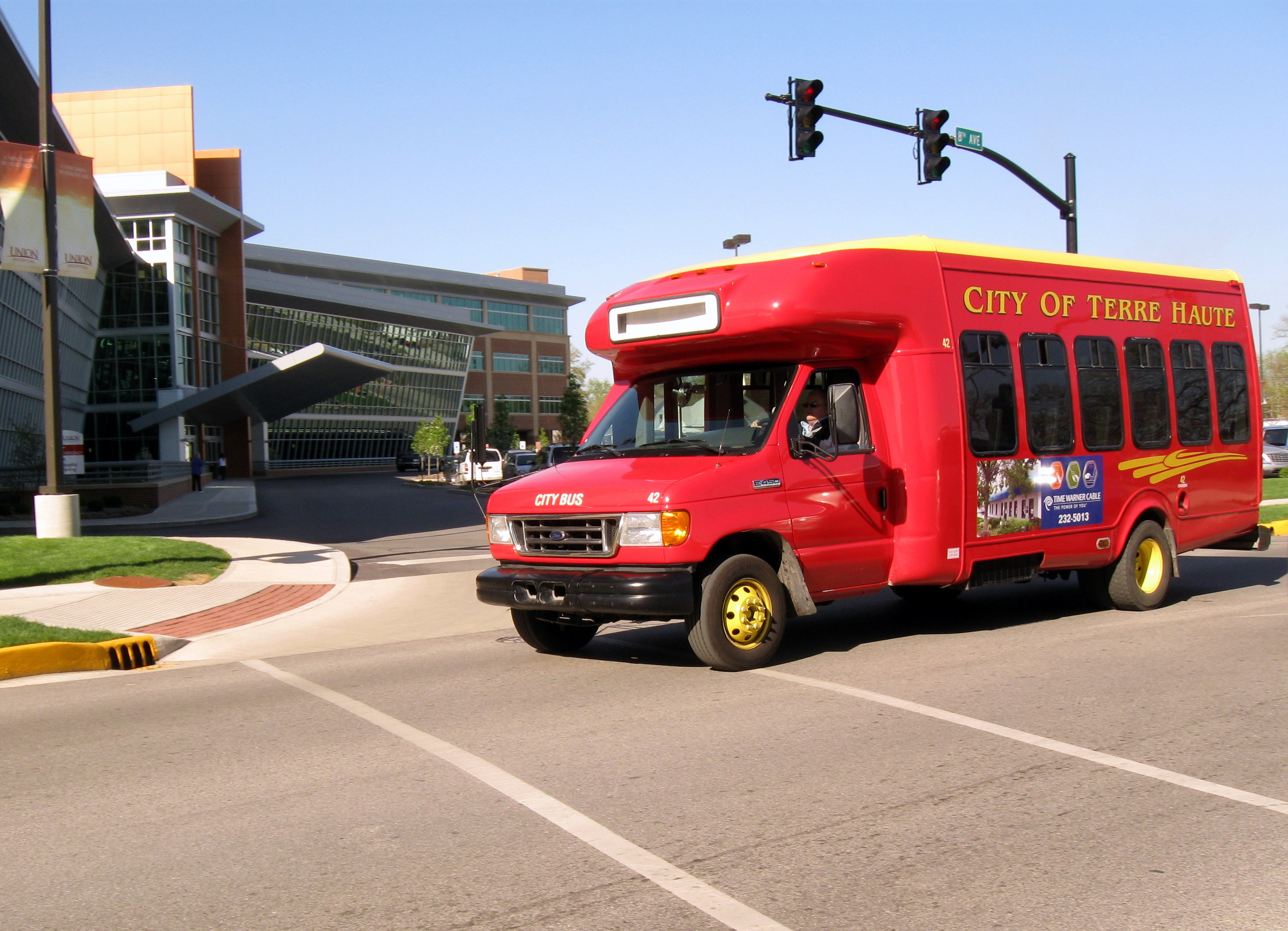
N 9ª/12 Pts Linha passando pelo Hospital União

O serviço é oferecido de segunda a sábado em 6 linhas diurnas e 3 linhas noturnas de itinerário fixo, juntamente com uma linha através do campus da Universidade Estadual de Indiana (UEI).